# Андельска-Гора
Андельска Гора (чеш. Andělská Hora , нем. Engelsberg) — город в районе Брунталь Моравско-Силезского края Чехии.

## География
Андельска Гора расположена примерно в 9 км к северо-западу от Брунталя и в 52 км к северу от Оломоуца. Находится в горном массиве Высокий Есеник. Самой высокой точкой является гора Высокая на высоте 1031 м (3383 фута) над уровнем моря.

## История
Анделска Гора была основана в 1540 году как шахтёрский город. В 1553 году он получил реестр горных работ[что?], а в 1556 году Ян Старший из Врбно и Брунталя предоставил ему все необходимые разрешения на добычу полезных ископаемых. После Тридцатилетней войны город был передан Тевтонскому ордену, который владел им до 1639 года.

## Достопримечательности
Деревянная церковь существовала здесь уже в 1500 году, но была сожжена во время Тридцатилетней войны. Церковь Рождества Пресвятой Девы Марии была построена в стиле раннего барокко в 1672 году и реконструирована в 1734 году, после того как пострадала от пожара в 1732 году. Является достопримечательностью города. Перед церковью находится барочная статуя святого Иоанна Непомуцкого 1724 года.
На городской площади находится каменный крест из песчаника в стиле ампир 1815 года и несколько домов в стиле позднего барокко второй половины 18 века.
На холме, называемом Аненский Верх, находится паломническая церковь Святой Анны. Первоначально это была деревянная часовня, построенная в 1694—1696 годах. Нынешняя церковь была построена в 1766—1772 годах. К церкви ведёт липовая аллея с кальвариями для проведения  богослужения Крестного пути.

## Известные люди
- Альберт Шиндлер (1805—1861), австрийский художник и гравёр эпохи бидермейера
- Эдуард Шён (1825—1879), силезско-австрийский композитор
- Мориц Юршицкий (1861—1936), силезско-австрийский писатель

## Города-побратимы
- Гмина Реньска- Вьес